# Arab Nations Cup 2002
De Arab Nations Cup 2002  was de achtste editie van de Arab Nations Cup en werd georganiseerd door Koeweit. Het toernooi werd voor de tweede keer gewonnen door het voetbalteam van Saoedi-Arabië. Zij wonnen in de finale van Bahrein met 1–0.

## Groepsfase

### Groep A
| Team      | Wedstr. | W | G | V | DV | DT | DS | Ptn |
| --------- | ------- | - | - | - | -- | -- | -- | --- |
| Jordanië  | 4       | 2 | 2 | 0 | 6  | 4  | +2 | 8   |
| Marokko   | 4       | 1 | 2 | 1 | 5  | 4  | +1 | 5   |
| Koeweit   | 4       | 1 | 2 | 1 | 5  | 5  | 0  | 5   |
| Soedan    | 4       | 1 | 1 | 2 | 4  | 5  | −1 | 4   |
| Palestina | 4       | 0 | 3 | 1 | 7  | 9  | −2 | 3   |

|                                     |                  |       |                          |                                                                           |
| 16 december 2002 «onderlinge duels» | Koeweit          | 1 – 1 | Marokko                  | Koeweit (stad), Koeweit Toeschouwers: 7.000 Scheidsrechter: Mahmoud Abbas |
| 16 december 2002 «onderlinge duels» | Faraj Laheeb 46' |       | Bouchaib El Moubarki 26' | Koeweit (stad), Koeweit Toeschouwers: 7.000 Scheidsrechter: Mahmoud Abbas |

|                                     |                  |       |                |                         |
| 16 december 2002 «onderlinge duels» | Palestina        | 1 – 1 | Jordanië       | Koeweit (stad), Koeweit |
| 16 december 2002 «onderlinge duels» | Ziyad Al-Kord 5' |       | Hatem Aqel 11' | Koeweit (stad), Koeweit |

|                                     |                 |       |                              |                                                                                  |
| 18 december 2002 «onderlinge duels» | Marokko         | 1 – 1 | Jordanië                     | Koeweit (stad), Koeweit Toeschouwers: 1.500 Scheidsrechter: Abdul Rahman Al-Zeid |
| 18 december 2002 «onderlinge duels» | Yazid Kaïssi 4' |       | Abdullah Abu Zema 64' (pen.) | Koeweit (stad), Koeweit Toeschouwers: 1.500 Scheidsrechter: Abdul Rahman Al-Zeid |

|                                     |                 |       |        |                                                                             |
| 18 december 2002 «onderlinge duels» | Koeweit         | 1 – 0 | Soedan | Koeweit (stad), Koeweit Toeschouwers: 2.000 Scheidsrechter: Mohamed Zakrini |
| 18 december 2002 «onderlinge duels» | Musaed Neda 90' |       |        | Koeweit (stad), Koeweit Toeschouwers: 2.000 Scheidsrechter: Mohamed Zakrini |

|                                     |                                                 |       |                 |                                                                           |
| 20 december 2002 «onderlinge duels» | Jordanië                                        | 2 – 1 | Soedan          | Koeweit (stad), Koeweit Toeschouwers: 2.000 Scheidsrechter: Mahmoud Abbas |
| 20 december 2002 «onderlinge duels» | Mo'ayyad Salim 17' Abdullah Abu Zema 82' (pen.) |       | Mohamed Ali 84' | Koeweit (stad), Koeweit Toeschouwers: 2.000 Scheidsrechter: Mahmoud Abbas |

|                                     |                                                |       |                   |                                                                        |
| 20 december 2002 «onderlinge duels» | Marokko                                        | 3 – 1 | Palestina         | Koeweit (stad), Koeweit Toeschouwers: 700 Scheidsrechter: Mohamed Omar |
| 20 december 2002 «onderlinge duels» | Mohamed Armoumen 30', 40' Saeed Al-Kharazi 88' |       | Ziyad Al-Kord 52' | Koeweit (stad), Koeweit Toeschouwers: 700 Scheidsrechter: Mohamed Omar |

|                                     |                                                   |       |                                  |                                                                                  |
| 23 december 2002 «onderlinge duels» | Soedan                                            | 2 – 2 | Palestina                        | Koeweit (stad), Koeweit Toeschouwers: 2.000 Scheidsrechter: Abdul Rahman Al-Zeid |
| 23 december 2002 «onderlinge duels» | Alem Khamis Farjallah 51' Tajeddine Al-Tijani 88' |       | Fadi Salem 31' Ziyad Al-Kord 53' | Koeweit (stad), Koeweit Toeschouwers: 2.000 Scheidsrechter: Abdul Rahman Al-Zeid |

|                                     |                        |       |                     |                                                                          |
| 23 december 2002 «onderlinge duels» | Jordanië               | 2 – 1 | Koeweit             | Koeweit (stad), Koeweit Toeschouwers: 6.000 Scheidsrechter: Hisham Qirat |
| 23 december 2002 «onderlinge duels» | Anas Al-Zboun 69', 83' |       | Bashar Abdullah 86' | Koeweit (stad), Koeweit Toeschouwers: 6.000 Scheidsrechter: Hisham Qirat |

|                                     |                    |       |         |                         |
| 25 december 2002 «onderlinge duels» | Soedan             | 1 – 0 | Marokko | Koeweit (stad), Koeweit |
| 25 december 2002 «onderlinge duels» | Haytham Farouq 45' |       |         | Koeweit (stad), Koeweit |

|                                     |                                          |       |                                                         |                         |
| 25 december 2002 «onderlinge duels» | Koeweit                                  | 3 – 3 | Palestina                                               | Koeweit (stad), Koeweit |
| 25 december 2002 «onderlinge duels» | Musaed Neda 30' Bashar Abdullah 68', 73' |       | Shaker Asad 15' Francisco Alam 38' Mohamed Al-Jaish 46' | Koeweit (stad), Koeweit |

### Groep B
| Team          | Wedstr. | W | G | V | DV | DT | DS | Ptn |
| ------------- | ------- | - | - | - | -- | -- | -- | --- |
| Saoedi-Arabië | 4       | 3 | 1 | 0 | 8  | 3  | +5 | 10  |
| Bahrein       | 4       | 2 | 1 | 1 | 6  | 3  | +3 | 7   |
| Syrië         | 4       | 2 | 0 | 2 | 8  | 6  | +2 | 6   |
| Libanon       | 4       | 1 | 1 | 2 | 5  | 7  | −2 | 4   |
| Jemen         | 4       | 0 | 1 | 3 | 5  | 13 | −8 | 1   |

|                                     |                                         |       |                   |                                                                               |
| 17 december 2002 «onderlinge duels» | Saoedi-Arabië                           | 2 – 1 | Bahrein           | Koeweit (stad), Koeweit Toeschouwers: 7.000 Scheidsrechter: Mohamed Al-Qazzaz |
| 17 december 2002 «onderlinge duels» | Faysal Al-Abili 33' Talal Al-Meshal 71' |       | Talal Mohamed 44' | Koeweit (stad), Koeweit Toeschouwers: 7.000 Scheidsrechter: Mohamed Al-Qazzaz |

|                                     |       |                                                                 |       |                                                                        |
| 17 december 2002 «onderlinge duels» | Jemen | 0 – 4                                                           | Syrië | Koeweit (stad), Koeweit Toeschouwers: 300 Scheidsrechter: Mohamed Omar |
| 17 december 2002 «onderlinge duels» |       | Raja Rafe 26' Maher Al Sayed 52' Firas Al Khatib 57 (pen.), 70' |       | Koeweit (stad), Koeweit Toeschouwers: 300 Scheidsrechter: Mohamed Omar |

|                                     |                                                    |       |       |                                                      |
| 19 december 2002 «onderlinge duels» | Bahrein                                            | 2 – 0 | Syrië | Koeweit (stad), Koeweit Scheidsrechter: Qassem Hamza |
| 19 december 2002 «onderlinge duels» | Ahmed Hassan Talib 82' Rashid Al-Dosari 90' (pen.) |       |       | Koeweit (stad), Koeweit Scheidsrechter: Qassem Hamza |

|                                     |                  |       |         |                                                                            |
| 19 december 2002 «onderlinge duels» | Saoedi-Arabië    | 1 – 0 | Libanon | Koeweit (stad), Koeweit Toeschouwers: 700 Scheidsrechter: Ridha Al-Baltaji |
| 19 december 2002 «onderlinge duels» | Bandar Tamim 90' |       |         | Koeweit (stad), Koeweit Toeschouwers: 700 Scheidsrechter: Ridha Al-Baltaji |

|                                     |                                           |       |                    |                                                                               |
| 21 december 2002 «onderlinge duels» | Syrië                                     | 4 – 1 | Libanon            | Koeweit (stad), Koeweit Toeschouwers: 1.000 Scheidsrechter: Mohamed Al-Qazzaz |
| 21 december 2002 «onderlinge duels» | Firas Al Khatib 44' Raja Rafe 46, 52, 59' |       | Mohamed Qassas 54' | Koeweit (stad), Koeweit Toeschouwers: 1.000 Scheidsrechter: Mohamed Al-Qazzaz |

|                                     |                            |       |                    |                                                                              |
| 21 december 2002 «onderlinge duels» | Bahrein                    | 3 – 1 | Jemen              | Koeweit (stad), Koeweit Toeschouwers: 1.000 Scheidsrechter: Ridha Al-Baltaji |
| 21 december 2002 «onderlinge duels» | Ahmed Hassan 45', 83', 90' |       | Adel Al-Salimi 89' | Koeweit (stad), Koeweit Toeschouwers: 1.000 Scheidsrechter: Ridha Al-Baltaji |

|                                     |                                          |       |                                          |                                                                               |
| 24 december 2002 «onderlinge duels» | Libanon                                  | 4 – 2 | Jemen                                    | Koeweit (stad), Koeweit Toeschouwers: 1.000 Scheidsrechter: Mohamed Al-Qazzaz |
| 24 december 2002 «onderlinge duels» | Roda Antar 11, 51, 60' Moussa Hojeij 62' |       | Jamal Ahmed Al-Qadimi 24' Ali Abboud 70' | Koeweit (stad), Koeweit Toeschouwers: 1.000 Scheidsrechter: Mohamed Al-Qazzaz |

|                                     |       |                                                     |               |                                                                             |
| 24 december 2002 «onderlinge duels» | Syrië | 0 – 3                                               | Saoedi-Arabië | Koeweit (stad), Koeweit Toeschouwers: 2.000 Scheidsrechter: Mohamed Zakrini |
| 24 december 2002 «onderlinge duels» |       | Redha Tukar 1' Saud Khariri 71' Talal Al-Meshal 90' |               | Koeweit (stad), Koeweit Toeschouwers: 2.000 Scheidsrechter: Mohamed Zakrini |

|                                     |       |       |               |                         |
| 26 december 2002 «onderlinge duels» | Jemen | 2 – 2 | Saoedi-Arabië | Koeweit (stad), Koeweit |
| 26 december 2002 «onderlinge duels» |       |       |               | Koeweit (stad), Koeweit |

|                                     |         |       |         |                                                                          |
| 26 december 2002 «onderlinge duels» | Libanon | 0 – 0 | Bahrein | Koeweit (stad), Koeweit Toeschouwers: 1.000 Scheidsrechter: Hisham Qirat |
| 26 december 2002 «onderlinge duels» |         |       |         | Koeweit (stad), Koeweit Toeschouwers: 1.000 Scheidsrechter: Hisham Qirat |

## Knock-outfase
|  | halve finale          | halve finale          |  |         | finale                | finale                |
|  |                       |                       |  |         |                       |                       |
|  | 28 december – Koeweit |                       |  |         |                       |                       |
|  | Saoedi-Arabië         | 2                     |  |         |                       |                       |
|  | Marokko               | 0                     |  |         | 30 december – Koeweit | 30 december – Koeweit |
|  |                       |                       |  |         | Saoedi-Arabië         | 1                     |
|  | 28 december – Koeweit | 28 december – Koeweit |  | Bahrein | 0                     |                       |
|  | Bahrein               | 2                     |  |         |                       |                       |
|  | Jordanië              | 1                     |  |         |                       |                       |

### Halve Finale
|                                     |                                           |       |         |                                                                           |
| 28 december 2002 «onderlinge duels» | Saoedi-Arabië                             | 2 – 0 | Marokko | Koeweit (stad), Koeweit Toeschouwers: 2.000 Scheidsrechter: Mahmoud Abbas |
| 28 december 2002 «onderlinge duels» | Abdullah Al-Waked 20' Talal Al-Meshal 57' |       |         | Koeweit (stad), Koeweit Toeschouwers: 2.000 Scheidsrechter: Mahmoud Abbas |

|                                     |                     |              |                   |                                                                          |
| 28 december 2002 «onderlinge duels» | Bahrein             | 2 – 1 (n.v.) | Jordanië          | Koeweit (stad), Koeweit Toeschouwers: 2.000 Scheidsrechter: Qassem Hamza |
| 28 december 2002 «onderlinge duels» | Hussein Ali 79' 91' |              | Anas Al-Zboun 43' | Koeweit (stad), Koeweit Toeschouwers: 2.000 Scheidsrechter: Qassem Hamza |

### Finale
|                                     |               |              |         |                                                                             |
| 30 december 2002 «onderlinge duels» | Saoedi-Arabië | 1 – 0 (n.v.) | Bahrein | Koeweit (stad), Koeweit Toeschouwers: 7.500 Scheidsrechter: Mohamed Zakrini |
| 30 december 2002 «onderlinge duels» | Noor 94'      |              |         | Koeweit (stad), Koeweit Toeschouwers: 7.500 Scheidsrechter: Mohamed Zakrini |

| 2002 Arab Nations Cup      |
| -------------------------- |
| SAOEDI-ARABIE Tweede titel |